# 魔鬼出没的世界
《魔鬼出没的世界——科学，照亮黑暗的蜡烛》是一本由美国天文学家卡尔·萨根与妻子安·德鲁彦合写成的书。
本书共有二十五章，其中第二十章〈著火的房子〉、第二十一章〈自由之路〉、第二十四章〈科學與巫術〉及第二十五章〈諫諍報國〉，由萨根与德鲁彦合写，其他均为萨根独自完成。
这本书从一个天文学家的角度，对当今社会盛行的伪科学做出了种种驳斥，并向公众宣扬科学方法。萨根在本书中，反复强调需要用怀疑的眼光去看待社会中的各种事物，凡事都要相信证据，而不是自己内心的感觉。
作者在本书中“车库中的飞龙”一節裏舉了一個這樣的例子：一個人宣稱他的車庫裏住著一條無法被感知到的飛龍，時不時吐出沒有熱度的火焰。這條龍不能被看見，不發出任何聲音，也不會留下任何其他形式的痕跡。正因如此，人們根本沒有任何理由相信有這麽一條龍存在。